# Porta Westfalica (Weserdurchbruch)

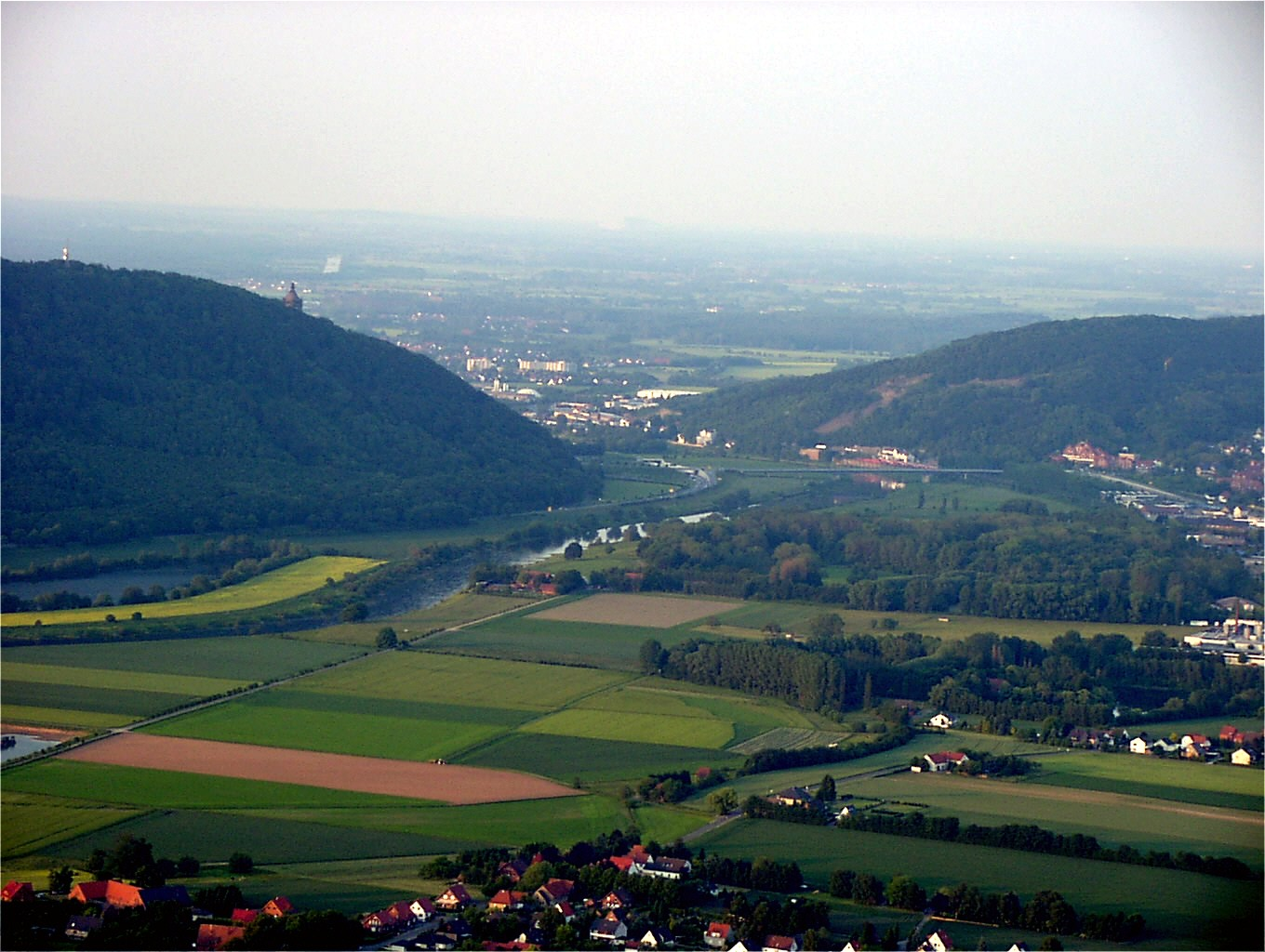
Blick gen Norden: Porta Westfalica mit Wittekindsberg (links) und Jakobsberg (rechts)

Die Porta Westfalica (auch Westfälische Pforte, im Volksmund einfach Porta oder Weserscharte) ist der Durchbruch der Weser zwischen Wiehengebirge und Wesergebirge im nordöstlichen Teil von Nordrhein-Westfalen, der Region Ostwestfalen-Lippe (Deutschland).
Im Durchbruch verlässt der von Süden kommende Fluss Weser das Weserbergland und fließt in Richtung Norden in die Norddeutsche Tiefebene. Die Porta Westfalica wurde 2006 als Nationales Geotop ausgewiesen. Geomorphologisch betrachtet handelt es sich hier um ein epigenetisches Durchbruchstal. An seiner schmalsten Stelle ist das Tal nur ca. 600 m breit.

## Geografische Lage
Die Porta Westfalica befindet sich im Kreis Minden-Lübbecke im Dreieck der Städte Porta Westfalica im Südosten, Bad Oeynhausen im Südwesten und Minden im Norden. Sie trennt mit dem Fluss Weser das im Westen befindliche Wiehengebirge von dem im Osten gelegenen Wesergebirge und das Obere Wesertal (Oberweser) im Süden vom Mittleren Wesertal (Mittelweser) im Norden. Umgeben ist der Weserdurchbruch beiderseits vom östlichen Teil des Naturparks Nördlicher Teutoburger Wald-Wiehengebirge. Im Süden befindet sich der Große Weserbogen.
Auf dem Osthang des Wittekindsbergs, des östlichsten Berges des Wiehengebirges, steht das Kaiser-Wilhelm-Denkmal. Gegenüber auf dem Jakobsberg, dem westlichsten Berg des Wesergebirges, befindet sich der Fernmeldeturm Jakobsberg mit einer Aussichtsplattform.

## Entstehung
Noch bis ins frühe Pleistozän waren Wiehen- und Wesergebirge als ein Gebirgszug verbunden und die Weser floss viel weiter östlich durch den Raum Hannover. In der Saalekaltzeit versperrten die nach Süden vordringenden Eismassen der Weser diesen Weg, ein neuer Weserabfluss entstand bei Hameln in westlicher Richtung; dies kann aus der vergleichenden Betrachtung der Talterrassen geschlossen werden. Der Weserdurchbruch bei Porta Westfalica ist seit der Spätelsterkaltzeit durch Sedimentkörper in Form von Talterrassen nachgewiesen. Es wird angenommen, dass der Durchbruch dabei auch von einer tektonischen Störungszone sowie eventuell auch von Subrosionserscheinungen im Untergrund (Lösung von Zechsteinsalzen) unterstützt wurde.

## Verkehrsanbindung

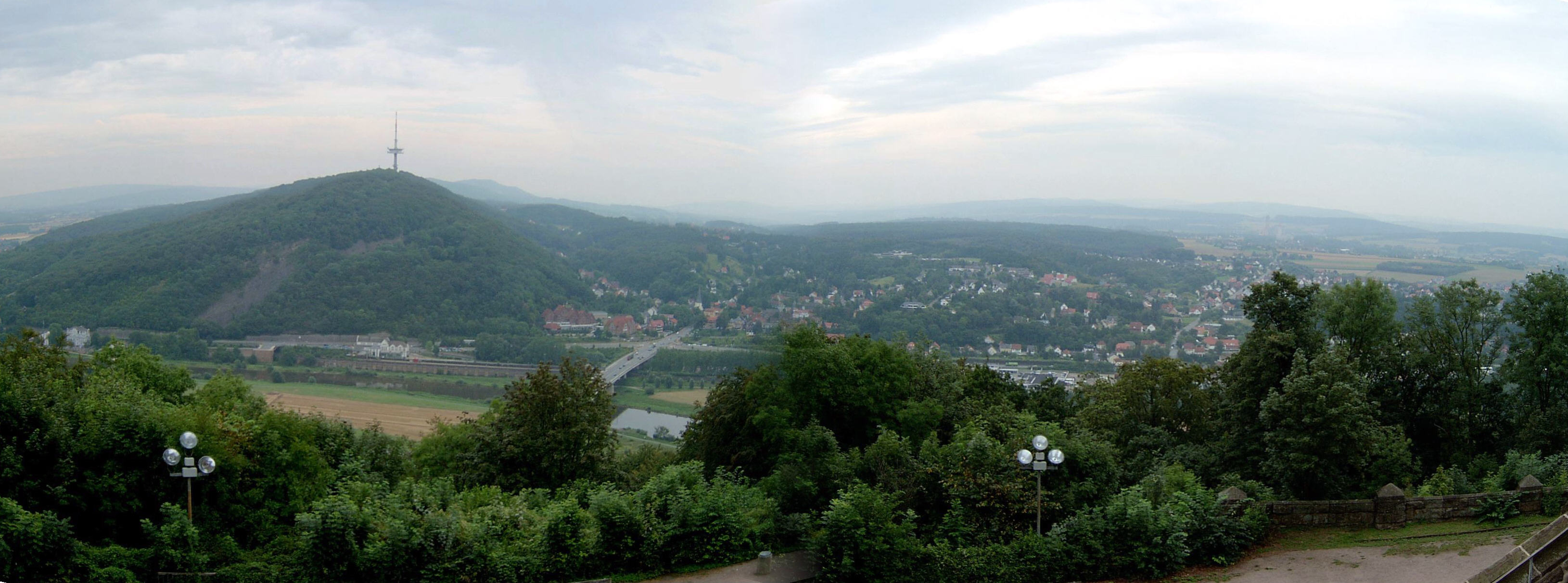
Panoramablick der Porta Westfalica vom Kaiser-Wilhelm-Denkmal auf dem Wittekindsberg in östliche Richtung

An der Porta Westfalica kreuzen die Bundesstraßen B 61, B 65 und B 482, worüber die unweit südlich verlaufenden Bundesautobahnen A 2 und A 30 sowie die Straßen der umliegenden Ortschaften erreichbar sind.
Die B 61 und B 482 verlaufen etwa in Nord-Süd-Richtung parallel zum Fluss durch die Porta Westfalica. Eine Weserbrücke verbindet sie südlich der Pforte bei der Stadt Porta Westfalica etwa in West-Ost-Richtung. Die B 65 überquert die Weser nördlich der Pforte bei Minden über die Theodor-Heuss-Brücke. Die B 61 führt durch den 1730 Meter langen Weserauentunnel, der parallel zur Weser gebaut wurde und den östlich des Wittekindsbergs gelegenen Stadtteil Barkhausen umgeht.
Auch die Bahnstrecke Hamm–Minden ist in Südsüdwest-Nordnordost-Richtung und parallel zur Weser durch die Porta Westfalica trassiert. Durch den an dieser Bahnstrecke liegenden Bahnhof Porta Westfalica, der zur gleichnamigen Stadt gehört und am östlichen Weserufer am Westfuß des Jakobsbergs liegt, besteht eine Anbindung an das Netz der Deutschen Bahn.
Außerdem ist die Porta Westfalica über den bei Porta Westfalica-Vennebeck gelegenen Flugplatz Porta Westfalica zu erreichen.
Unweit nördlich der Porta Westfalica kreuzt am Wasserstraßenkreuz Minden der Mittellandkanal die Weser, so dass eine Verbindung zwischen Ems im Westen und Elbe im Osten besteht.
Es verlaufen auch Wanderwege durch den Weserdurchbruch Porta Westfalica, darunter der Europäische Fernwanderweg 11.

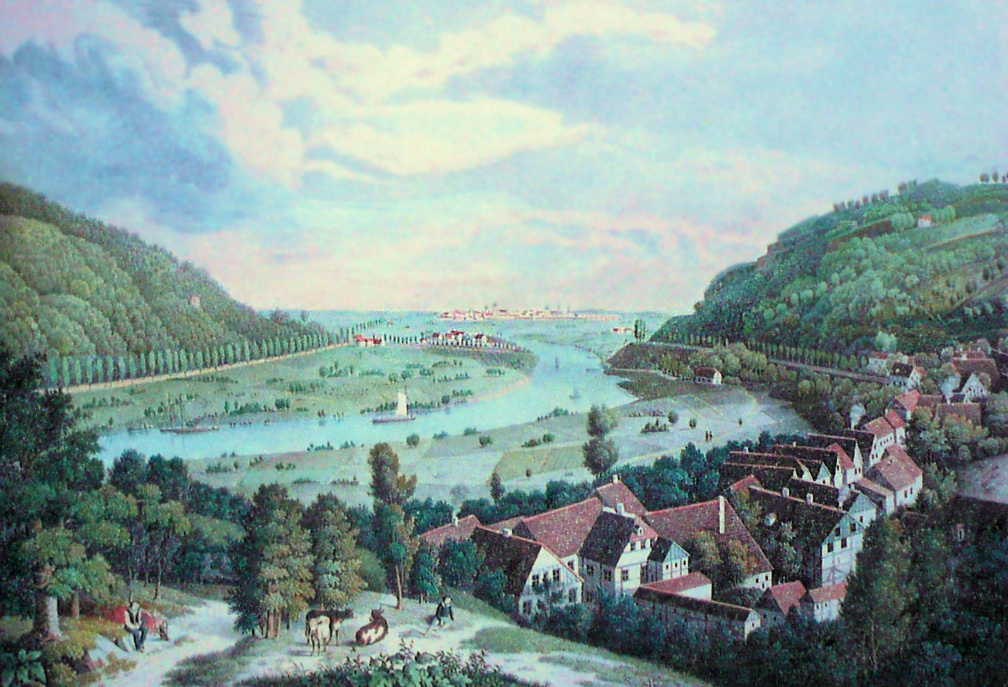
Historische Ansicht um 1840
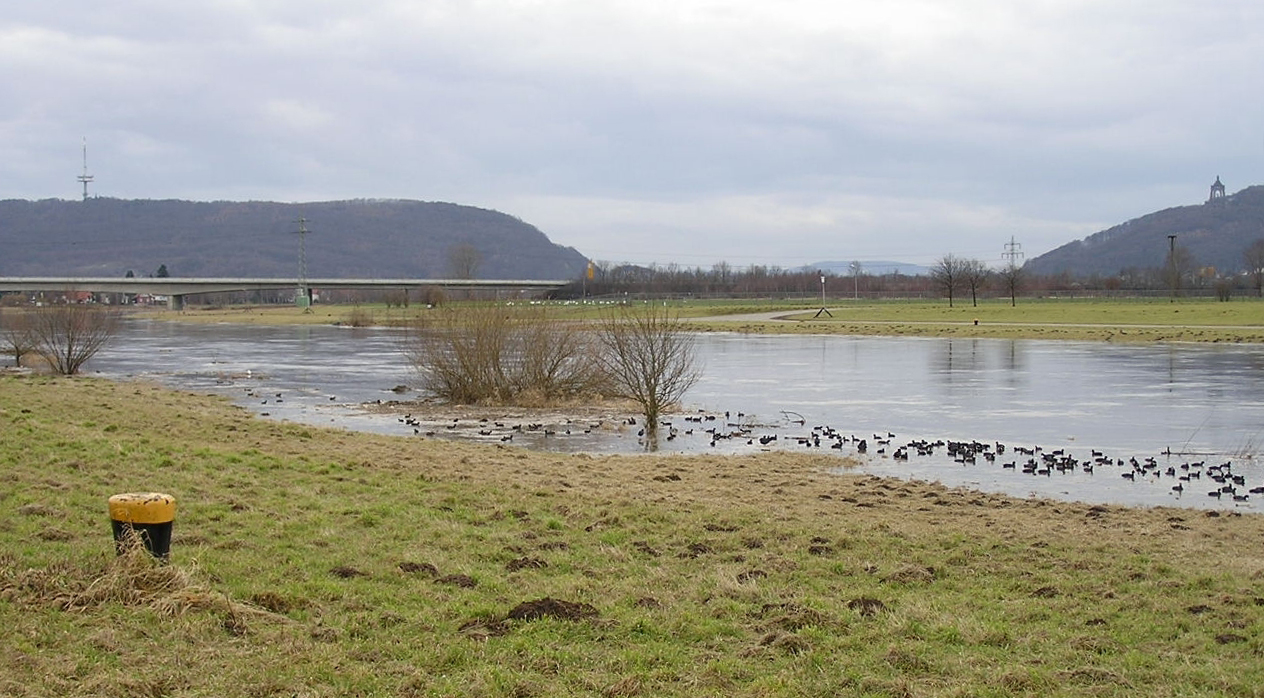
Blick von Norden zur Porta Westfalica
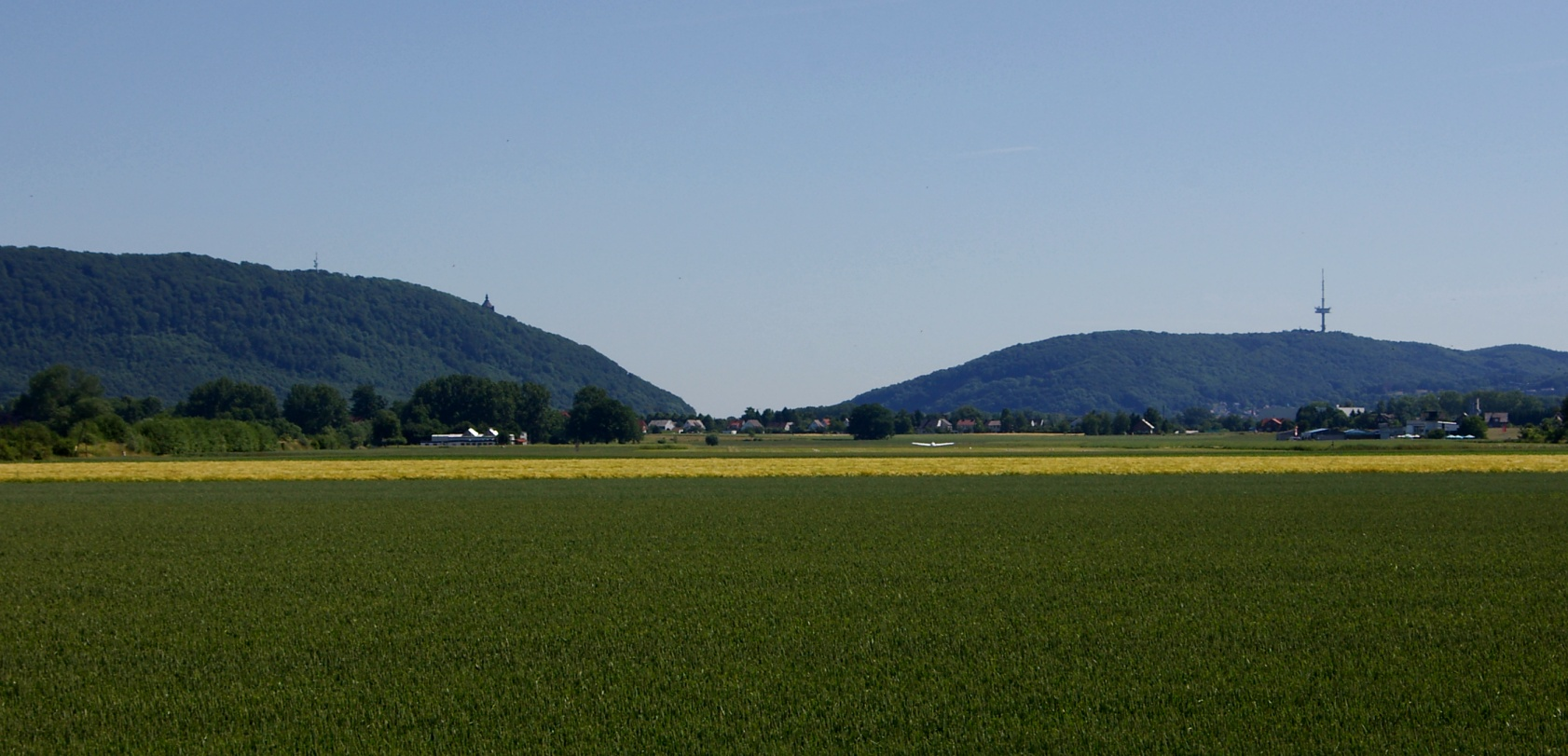
Blick von Süden zur Porta Westfalica
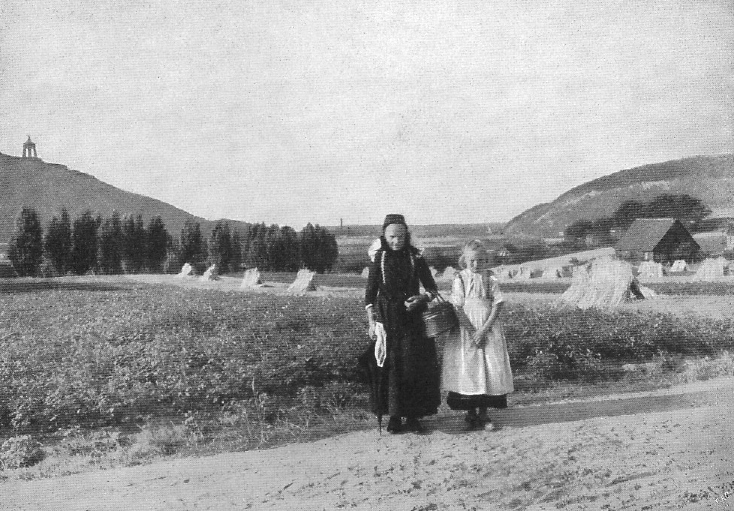
Die Porta Westfalica um 1900 mit noch vorhandenen, flachen Bergflanken; sie wurden später für Straßen abgetragen